# Moorden in Suffolk

De vindplaatsen van de lichamen, allen in de omgeving van Ipswich

De moorden in Suffolk (Engels: Suffolk Murders) waren een serie geruchtmakende moordzaken die plaatsvonden in Groot-Brittannië.
In en rond de stad Ipswich, in het Engelse graafschap Suffolk, werden in december 2006 vijf lichamen van levenloze vrouwen gevonden. De politie legde het verband met een seriemoordenaar.
Op 2 december 2006 werd het levenloze lichaam van de 25-jarige vrouw Gemma Adams gevonden. Zes dagen later, op 8 december, werd de 19-jarige Tania Nicol dood aangetroffen in Copdock Mill, net buiten Ipswich. Ze was seksueel misbruikt. Op zondag 10 december werd Anneli Alderton, 24 jaar, vermoord teruggevonden. Op 12 december 2006 werden de levenloze lichamen van Paula Clennell en Annette Nicolls teruggevonden.
De link tussen deze vermoorde vrouwen is dat ze alle vijf als prostituees werkten in Ipswich. De moordenaar kreeg de bijnaam Ipswich Ripper in de Britse pers, vernoemd naar de zaak Jack the Ripper uit 1888.
Op 21 februari 2008 werd de 49-jarige vorkheftruckchauffeur Steve Wright door een jury van de rechtbank in Ipswich schuldig verklaard aan de moord op de prostituees. Wright ontkende alle aanklachten. Op 22 februari werd hij tot levenslang veroordeeld.